# Šarūnas Jurčys
Šarūnas Jurčys (ur. 23 sierpnia 1989) – litewski zapaśnik walczący w stylu wolnym. Zajął czternaste miejsce na mistrzostwach świata w 2011. Dziesiąty na mistrzostwach Europy w 2014. Dwunasty na igrzyskach europejskich w 2015. Brązowy medalista mistrzostw nordyckich w 2017 roku.